# Comunicação intrapessoal
Comunicação intrapessoal é a comunicação que uma pessoa tem consigo mesma - corresponde entras diálogo interior onde debatemos as nossas dúvidas, perplexidades, dilemas, orientações e escolhas. Está, de certa forma, relacionada com a reflexão.Esta é um tipo de comunicação em que o emissor e o receptor são a mesma pessoa, e pode ou não existir um meio por onde a mensagem é transmitida. Um exemplo do primeiro tipo é a criação de diários.
A qualidade da comunicação na empresa e da empresa sofre grande influência da chamada comunicação intra-pessoal. Este é um nível da comunicação que se processa no interior de um mesmo indivíduo. Segundo Pierre Janet, "a própria reflexão é uma discussão interior". Para E. Menezes, "a comunicação ao nível intrapessoal é também social porque representa um diálogo, ainda que num plano subjetivo".
| “ | A comunicação intrapessoal reflete e alimenta nossas crenças, cultura, valores, hábitos, virtudes, defeitos e infinitos condicionamentos responsáveis pela nossa dificuldade em mudar muitas coisas que gostaríamos de mudar em nossas vidas; se a comunicação intrapessoal não abre espaço para estas mudanças, elas não ocorrem! Um bom comunicador (cabe lembrar que comunicação é também influência, e influência é em última análise, Liderança) deve possuir discernimento e o maior grau possível de controle sobre a sua comunicação intrapessoal consciente. Caso contrário, pensamentos, ordens, e condicionamentos estarão atuando à nossa revelia e nós nem estaremos nos dando conta deles. Tomar consciência dos seus diálogos interiores e intervir neles, quando necessário, eis um grande e estimulante desafio para um verdadeiro comunicador". | ” |